# ORP Gryf (posamine)
La ORP Gryf (grifo in polacco) era un grande posamine della marina polacca, affondato durante l'invasione tedesca della Polonia nel 1939. Fu una delle due grandi navi polacche che non raggiunsero la Gran Bretagna nel corso dell'operazione Peking prima dello scoppio della invasione tedesca della Polonia, insieme alla ORP Wicher. Fu affondata nel porto di Hel il 3 settembre 1939 durante le fasi iniziali della seconda guerra mondiale.

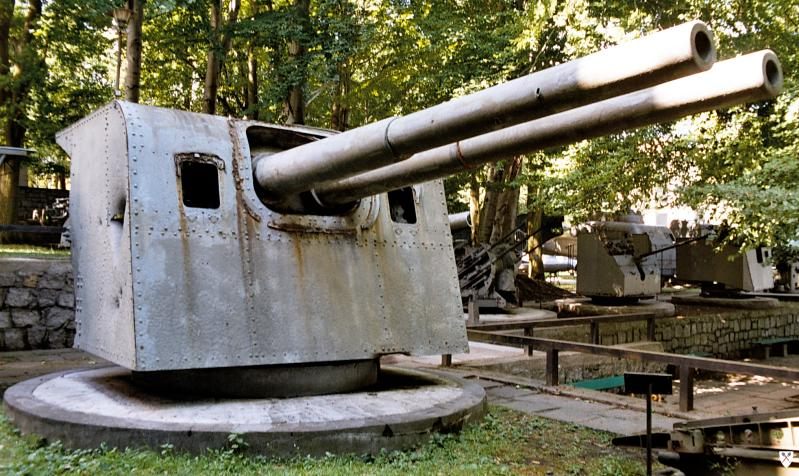
Torretta binata della ORP Gryf esposta nel Museo della Marynarka Wojenna Rzeczypospolitej Polskiej a Gdynia